# Ženski sultanat
Ženski sultanat (turško: Kadınlar saltanatı) je bilo skoraj 130 let dolgo obdobje v 16. in 17. stoletju, v katerem so imele v Osmanskem cesarstvu izreden političen vpliv ženske iz sultanovega harema. V tem času je bilo mnogo sultanov mladoletnih zato so v njihovem imenu vladale njihove matere – valide sultan, ki so bile istočasno tudi vladarice harema. 
Mnogo vladaric je bilo krščanskega porekla: Hürrem Sultan je bila Ukrajinka, Nurbanu Sultan Benečanka ali španska Judinja, Safiye Sultan Benečanka in Kösem Sultan Grkinja. Glavni razlog za pogosto poročanje sultanov s tujkami je bilo ohranjanje zvestobe nemuslimanskih provinc in v kasnejših obdobjih cesarstva preprečevanje diskriminacije narodnih manjšin. Pomembnost takšne politike je najbolj razvidna iz podatka, da je po razpadu Osmanskega cesarstva nastalo 39 provinc, v katerih ni živelo izključno turško prebivalstvo.

## Vira
- İlhan Akşit. The Mystery of the Ottoman Harem. Akşit Kültür Turizm Yayınları. ISBN 975-7039-26-8
- Leslie P. Peirce. The Imperial Harem: Women and Sovereignty in the Ottoman Empire. Oxford University Press (1993). ISBN 978-0-19-508677-5